# Viktor Rizhenkov
Viktor Rizhenkov (Unión Soviética, 25 de agosto de 1960) es un atleta soviético retirado especializado en la prueba de salto con pértiga, en la que consiguió ser subcampeón mundial en pista cubierta en 1991.

## Carrera deportiva
En el Campeonato Mundial de Atletismo en Pista Cubierta de 1991 ganó la medalla de plata en el salto con pértiga, con un salto por encima de 5.80 metros, tras su compatriota soviético Sergey Bubka (oro con 6.00 metros) y por delante del francés Ferenc Salbert (bronce con 5.70 metros).